# Dolichos lualabensis
Dolichos lualabensis är en ärtväxtart som beskrevs av Rudolf Wilczek. Dolichos lualabensis ingår i släktet Dolichos och familjen ärtväxter.

## Underarter
Arten delas in i följande underarter:
- D. l. lualabensis
- D. l. ufipaensis